# Wasserball-Europameisterschaft 2006

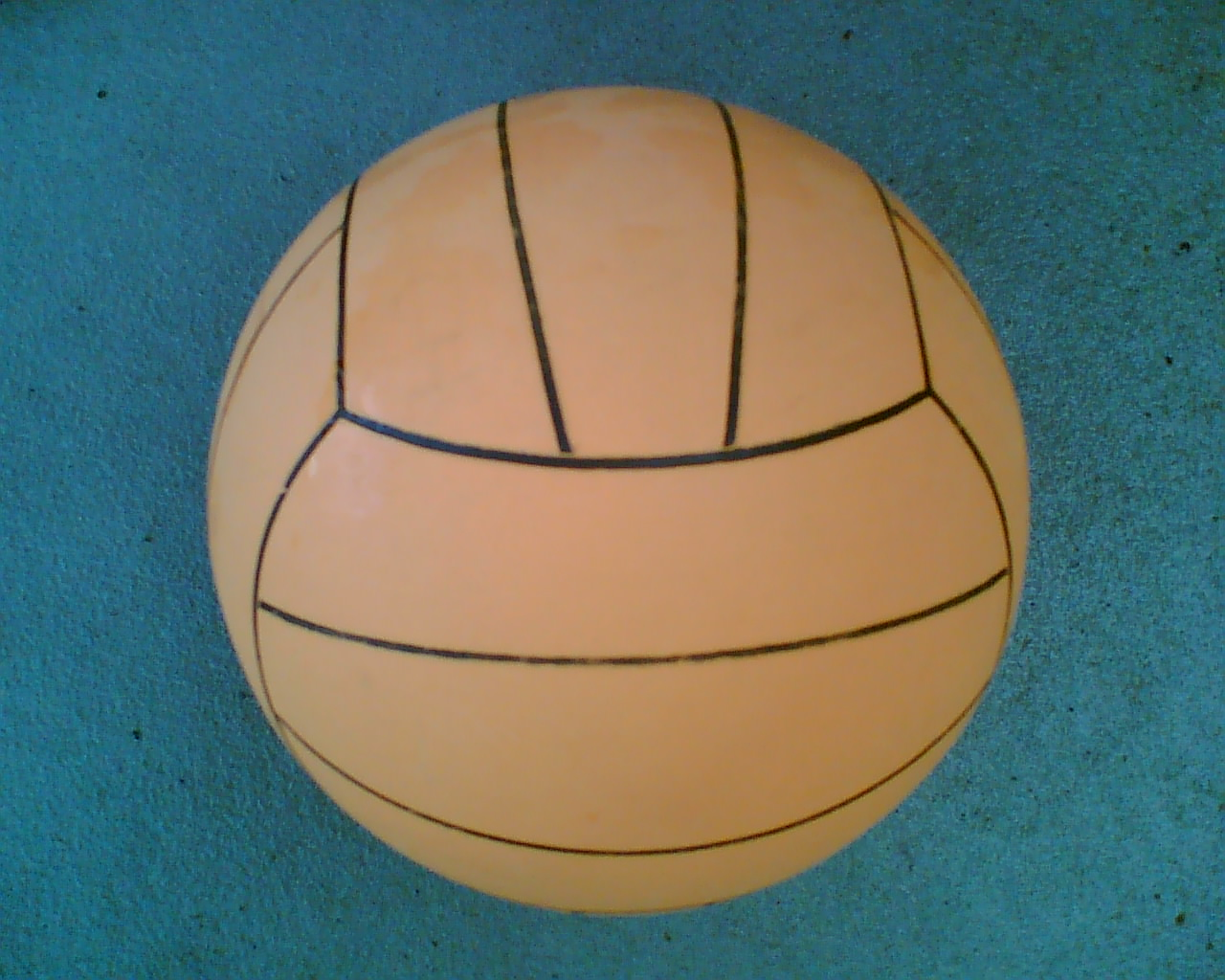
Wasserball, wie er im Jugendbereich bis zur C-Jugend verwendet wird.

Die Wasserball-Europameisterschaft 2006 fand vom 1. September bis 10. September im Tašmajdan Sportsko-Rekreativni Centar in Belgrad statt.
Bei dieser Meisterschaft wurden die seit dem 1. Oktober 2005 neu geltenden Regeln von der FINA mit Erfolg fortgeführt.
Bei den Männern nahmen 12 Mannschaften teil.

## Turnierteilnehmer Männer
| Gruppe A                   | Gruppe B     |
| -------------------------- | ------------ |
| Spanien                    | Kroatien     |
| Serbien (Titelverteidiger) | Italien      |
| Rumänien                   | Griechenland |
| Russland                   | Slowenien    |
| Niederlande                | Deutschland  |
| Slowakei                   | Ungarn       |

### Gruppe A

#### 1. Spieltag
| Team 1      | - | Team 2   | Endstand |
| ----------- | - | -------- | -------- |
| Rumänien    | - | Spanien  | 8 : 11   |
| Niederlande | - | Slowakei | 11 : 11  |
| Serbien     | - | Russland | 13 : 6   |

#### 2. Spieltag
| Team 1   | - | Team 2      | Endstand |
| -------- | - | ----------- | -------- |
| Spanien  | - | Slowakei    | 13 : 8   |
| Rumänien | - | Russland    | 13 : 10  |
| Serbien  | - | Niederlande | 17 : 10  |

#### 3. Spieltag
| Team 1   | - | Team 2      | Endstand |
| -------- | - | ----------- | -------- |
| Rumänien | - | Niederlande | 8 : 8    |
| Russland | - | Spanien     | 10 : 13  |
| Serbien  | - | Slowakei    | 19 : 2   |

#### 4. Spieltag
| Team 1   | - | Team 2      | Endstand |
| -------- | - | ----------- | -------- |
| Russland | - | Niederlande | 11 : 5   |
| Rumänien | - | Slowakei    | 7 : 6    |
| Serbien  | - | Spanien     | 16 : 11  |

#### 5. Spieltag
| Team 1      | - | Team 2   | Endstand |
| ----------- | - | -------- | -------- |
| Slowakei    | - | Russland | 9 : 12   |
| Niederlande | - | Spanien  | 12 : 11  |
| Serbien     | - | Rumänien | 13 : 5   |

#### Tabelle
| Land        | Pkt. | Tore    |
| ----------- | ---- | ------- |
| Serbien     | 15   | 78 : 34 |
| Spanien     | 9    | 59 : 54 |
| Rumänien    | 7    | 41 : 48 |
| Russland    | 6    | 49 : 53 |
| Niederlande | 5    | 46 : 58 |
| Slowakei    | 1    | 36 : 62 |

### Gruppe B

#### 1. Spieltag
| Team 1       | - | Team 2      | Endstand |
| ------------ | - | ----------- | -------- |
| Ungarn       | - | Slowenien   | 23 : 6   |
| Griechenland | - | Deutschland | 11 : 8   |
| Kroatien     | - | Italien     | 8 : 9    |

#### 2. Spieltag
| Team 1    | - | Team 2       | Endstand |
| --------- | - | ------------ | -------- |
| Slowenien | - | Griechenland | 6 : 19   |
| Italien   | - | Deutschland  | 8 : 11   |
| Kroatien  | - | Ungarn       | 11 : 16  |

#### 3. Spieltag
| Team 1       | - | Team 2    | Endstand |
| ------------ | - | --------- | -------- |
| Deutschland  | - | Slowenien | 14 : 6   |
| Griechenland | - | Kroatien  | 10 : 10  |
| Ungarn       | - | Italien   | 13 : 6   |

#### 4. Spieltag
| Team 1   | - | Team 2       | Endstand |
| -------- | - | ------------ | -------- |
| Italien  | - | Slowenien    | 20 : 7   |
| Ungarn   | - | Griechenland | 10 : 8   |
| Kroatien | - | Deutschland  | 9 : 9    |

#### 5. Spieltag
| Team 1       | - | Team 2   | Endstand |
| ------------ | - | -------- | -------- |
| Slowenien    | - | Kroatien | 8 : 19   |
| Deutschland  | - | Ungarn   | 10 : 20  |
| Griechenland | - | Italien  | 11 : 14  |

#### Tabelle
| Land         | Pkt. | Tore    |
| ------------ | ---- | ------- |
| Ungarn       | 15   | 82 : 41 |
| Italien      | 9    | 57 : 50 |
| Griechenland | 7    | 59 : 48 |
| Deutschland  | 7    | 52 : 54 |
| Kroatien     | 5    | 57 : 52 |
| Slowenien    | 0    | 33 : 95 |

## Platzierungsspiele um Platz 7 bis 12
Hier spielen die beiden Gruppenletzten aus den zwei Gruppen.

### Vorspiele
Vor den Platzierungsspielen werden noch die Begegnungen ausgespielt. Dann spielen Gewinner gegen Gewinner über kreuz gegen den drittletzten der anderen Gruppe in den Platzierungsspielen um Platz 7 – 10, und Verlierer gegen Verlierer um Platz 11.
| Team 1      | - | Team 2    | Endstand |
| ----------- | - | --------- | -------- |
| Kroatien    | - | Slowakei  | 12 : 6   |
| Niederlande | - | Slowenien | 12 : 8   |

### Spiel um Platz 11
| Team 1   | - | Team 2    | Endstand |
| -------- | - | --------- | -------- |
| Slowakei | - | Slowenien | 10 : 9   |

## Platzierungsspiele um Platz 7–10
Die Begegnungen der beiden Sieger aus den Platzierungsspielen 7–12 gegen die jeweils drittletzten der beiden Gruppen. Die Sieger spielen um Platz 7, die Verlierer um Platz 9. 
| Team 1      | - | Team 2      | Endstand |
| ----------- | - | ----------- | -------- |
| Kroatien    | - | Russland    | 10 : 7   |
| Deutschland | - | Niederlande | 12 : 6   |

### Spiel um Platz 9
| Team 1   | - | Team 2      | Endstand |
| -------- | - | ----------- | -------- |
| Russland | - | Niederlande | 15 : 10  |

### Spiel um Platz 7
| Team 1   | - | Team 2      | Endstand |
| -------- | - | ----------- | -------- |
| Kroatien | - | Deutschland | 11 : 7   |

## Qualifikation zum Halbfinale
Diese wurde von den Gruppenzweiten und -dritten ausgetragen. Die jeweils Gruppenersten sind direkt fürs Halbfinale qualifiziert.
| Team 1   | - | Team 2       | Endstand |
| -------- | - | ------------ | -------- |
| Spanien  | - | Griechenland | 12 : 10  |
| Rumänien | - | Italien      | 10 : 9   |

Die Gewinner der Begegnungen haben sich für das Halbfinale qualifiziert. Die Verlierer spielen um Platz fünf.

### Spiel um Platz fünf
| Team 1       | - | Team 2  | Endstand |
| ------------ | - | ------- | -------- |
| Griechenland | - | Italien | 10 : 11  |

## Halbfinale
Dies wird von den Gewinnern der Viertelfinals sowie von den beiden Gruppenersten ausgetragen.
| Team 1   | - | Team 2  | Endstand |
| -------- | - | ------- | -------- |
| Rumänien | - | Serbien | 6 : 13   |
| Spanien  | - | Ungarn  | 10 : 16  |

## Spiel um Platz drei
| Team 1   | - | Team 2  | Endstand |
| -------- | - | ------- | -------- |
| Rumänien | - | Spanien | 4 : 10   |

## Finale
| Team 1  | - | Team 2 | Endstand |
| ------- | - | ------ | -------- |
| Serbien | - | Ungarn | 9 : 8    |

## Endergebnis
| Platz | Land         | Flagge       | Code |
| ----- | ------------ | ------------ | ---- |
| 1.    | Serbien      | Serbien      | SER  |
| 2.    | Ungarn       | Ungarn       | HUN  |
| 3.    | Spanien      | Spanien      | ESP  |
| 4.    | Rumänien     | Rumänien     | ROM  |
| 5.    | Italien      | Italien      | ITA  |
| 6.    | Griechenland | Griechenland | GRE  |
| 7.    | Kroatien     | Kroatien     | CRO  |
| 8.    | Deutschland  | Deutschland  | GER  |
| 9.    | Russland     | Russland     | RUS  |
| 10.   | Niederlande  | Niederlande  | NED  |
| 11.   | Slowakei     | Slowakei     | SLK  |
| 12.   | Slowenien    | Slowenien    | SLO  |

## Turnierteilnehmer Frauen
| Gruppe A    | Gruppe B     |
| ----------- | ------------ |
| Serbien     | Russland     |
| Spanien     | Griechenland |
| Niederlande | Italien      |
| Ungarn      | Deutschland  |

### Gruppe A
| Pl. | Team        | Sp. | S | U | N | Tore  | Diff. | Pkt. |
| --- | ----------- | --- | - | - | - | ----- | ----- | ---- |
| 1   | Ungarn      | 3   | 2 | 1 | 0 | 41:18 | +23   | 9    |
| 2   | Spanien     | 3   | 2 | 1 | 0 | 37:23 | +14   | 6    |
| 3   | Niederlande | 3   | 1 | 0 | 2 | 33:29 | +4    | 3    |
| 4   | Serbien     | 3   | 0 | 0 | 3 | 14:55 | −41   | 0    |

| 2. September | Serbien     | – | Spanien     | 4:17  |
|              | Niederlande | – | Ungarn      | 6:11  |
| 3. September | Serbien     | – | Niederlande | 6:16  |
|              | Spanien     | – | Ungarn      | 8:8   |
| 4. September | Niederlande | – | Spanien     | 11:12 |
|              | Serbien     | – | Ungarn      | 4:22  |

### Gruppe B
| Pl. | Team         | Sp. | S | U | N | Tore  | Diff. | Pkt. |
| --- | ------------ | --- | - | - | - | ----- | ----- | ---- |
| 1   | Italien      | 3   | 3 | 0 | 0 | 39:27 | +12   | 9    |
| 2   | Russland     | 3   | 2 | 0 | 1 | 45:31 | +14   | 6    |
| 3   | Griechenland | 3   | 1 | 0 | 2 | 26:32 | −6    | 3    |
| 4   | Deutschland  | 3   | 0 | 0 | 3 | 28:48 | −20   | 0    |

| 2. September | Russland     | – | Griechenland | 15:6  |
|              | Italien      | – | Deutschland  | 17:8  |
| 3. September | Griechenland | – | Deutschland  | 13:9  |
|              | Russland     | – | Italien      | 12:14 |
| 4. September | Deutschland  | – | Russland     | 11:18 |
|              | Italien      | – | Griechenland | 8:7   |

### Spiel um Platz 7
Hier spielten die Gruppenletzten aus den zwei Gruppen.
| Spiel um Platz 7 |         |   |             |      |
| 6. September     | Serbien | – | Deutschland | 6:15 |

## Viertelfinale
Dies wurde von den Gruppenzweiten und -dritten ausgetragen. Die jeweils Gruppenersten qualifizierten sich direkt fürs Halbfinale.
| Viertelfinale |          |   |              |       |
| 6. September  | Russland | – | Niederlande  | 17:11 |
|               | Spanien  | – | Griechenland | 10:9  |

Die Gewinner der Begegnungen qualifizierten sich für das Halbfinale. Die Verlierer spielten um Platz fünf.

### Spiel um Platz fünf
| Spiel um Platz fünf |              |   |             |       |
| 7. September        | Griechenland | – | Niederlande | 11:12 |

## Halbfinale
Dies wurde von den Gewinnern der Viertelfinals sowie von den beiden Gruppenersten ausgetragen.
| Halbfinale   |          |   |         |       |
| 7. September | Italien  | – | Spanien | 15:10 |
|              | Russland | – | Ungarn  | 12:11 |

## Spiel um Platz drei
| Spiel um Platz drei |        |   |         |       |
| 9. September        | Ungarn | – | Spanien | 12:11 |

## Finale
| Finale       |          |   |         |       |
| 9. September | Russland | – | Italien | 12:10 |

## Endergebnis
| Platz | Land         | Flagge       | Code |
| ----- | ------------ | ------------ | ---- |
| 1.    | Russland     | Russland     | RUS  |
| 2.    | Italien      | Italien      | ITA  |
| 3.    | Ungarn       | Ungarn       | HUN  |
| 4.    | Spanien      | Spanien      | ESP  |
| 5.    | Niederlande  | Niederlande  | NED  |
| 6.    | Griechenland | Griechenland | GRE  |
| 7.    | Deutschland  | Deutschland  | GER  |
| 8.    | Serbien      | Serbien      | SRB  |

Die nächste Wasserball-Europameisterschaft fand vom 4. Juli 2008 bis zum 13. Juli 2008 in Málaga/Spanien statt.